# 4844 Matsuyama
4844 Matsuyama eller 1991 BA2 är en asteroid i huvudbältet som upptäcktes den 23 januari 1991 av de båda japanska astronomerna Seiji Ueda och Hiroshi Kaneda i Kushiro. Den är uppkallad efter den japanske astronomen Masanori Matsuyama.
Asteroiden har en diameter på ungefär 7 kilometer.